# Monster 4x4: World Circuit
Monster 4x4: World Circuit est un jeu vidéo de course développé par Ubisoft Barcelona et édité par Ubisoft, sorti en 2006 sur Wii et Xbox.
Il a pour suite Monster 4x4: Stunt Racer et Monster 4x4 3D.

## Accueil
- Jeuxvideo.com : 8/20 (Wii)[1]